# Straßenbahn Toruń

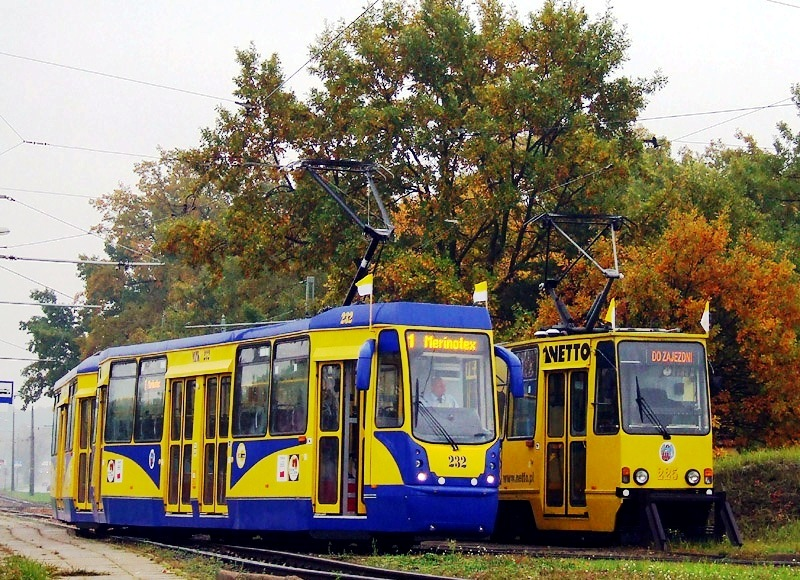
Zwei modernisierte Wagen des Typs Konstal 805 Na, der erste im Jahr 2007, der zweite in den 1990er Jahren

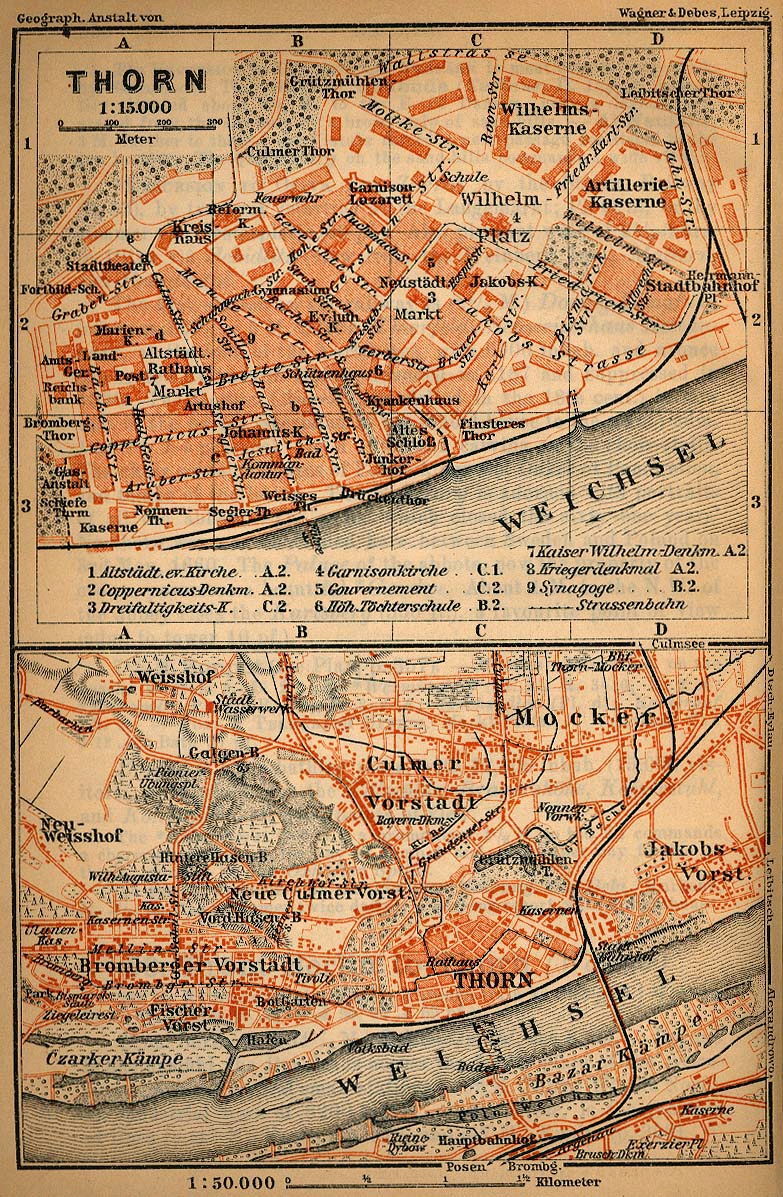
Historischer Netzplan der Thorner Straßenbahn im Jahr 1910

Die Straßenbahn Toruń verkehrt seit dem Jahr 1891 in der polnischen Stadt Toruń (deutsch: Thorn). Betrieben wird sie heute vom Unternehmen Miejski Zakład Komunikacji Sp. z o. o. w Toruniu (MZK Toruń). Das Straßenbahnsystem hat eine Spurweite von 1000 Millimetern (Meterspur).

## Geschichte

### Bau und Elektrifizierung, Geschichte bis 1935
Seit dem 16. Mai 1891 verkehrte im damaligen Thorn eine Pferdestraßenbahn. Sie verlief von der Bromberger Vorstadt zum Stadtbahnhof. Remise und Stallungen befanden sich an der Schulstraße (heute: Ulica Sienkiewicza). Im Jahr 1893 wurden 550 000 Fahrgäste befördert, der Betrieb hatte 21 Mitarbeiter.
Gebaut und betrieben wurde die Pferdebahn bis Ende 1898 vom Berliner Ingenieurbüro Havestadt & Contag. Dann ging der Betrieb an die ebenfalls Berliner Electricitäts-Gesellschaft Felix Singer & Co. über, die die eingleisige Strecke in nur eineinhalb Monaten elektrifizierte. Ende 1901 übernahmen die Elektrizitätswerke Thorn die Lizenz zum Betrieb der Straßenbahn. Die Strecke der Linie 1 führte durch folgende Straßen: Bromberger Straße, Bromberger Thor, Coppernicus-Straße, Heilig-Geist-Straße, Altstädter Markt, Breite Straße, Elisabeth-Straße, Neustädter Markt, Jakobs-Straße, Hermann-Platz (Stadtbahnhof).
Nach der Elektrifizierung wurde das Streckennetz weiter ausgebaut. Ab 1899 verkehrte die Linie 2 und verband den damals eigenständigen Ort Mocker (der 1906 eingemeindet wurde) mit dem Zentrum Thorns. Im Jahr 1903 wurde die periphere Schleife gebaut, die die Bromberger Vorstadt umfuhr und vier Jahre später wurde die Linie 3 in Betrieb genommen, die den Altstädter Markt mit der Culmer Vorstadt verband. Nach dem Bau der neuen Straßenbrücke im Jahr 1934 wurde die Linie 4 eröffnet, die Toruń mit Podgórz (seit 1938 Stadtteil Toruńs) verbindet. In den Jahren 1934 und 1935 entstand die Linie 5, die die Stadtteile Jakubskie und Bydgoskie verband. Sie war mit 6,3 Kilometern Länge die längste Linie in Toruń. Damals war die Linie 1 sechs Kilometer lang, Linie 2 maß 3,8 Kilometer und die Linien 3 und 4 waren etwa zwei Kilometer lang. 1915 wurden in der Thorner Straßenbahn Schaffner eingeführt. Die ständige Erweiterung  der Thorner Straßenbahn (5 Wagen im Jahr 1899, 18 Wagen 1908 und 26 Wagen 1915) wurde durch die Bildung des neuen polnischen Staates gestört. Durch große Finanzierungsprobleme kam es im Jahr 1921 zu einer dreimonatigen Einstellung des gesamten Straßenbahnverkehrs.
Nach dem Ersten Weltkrieg wurden neue Wagen beschafft. 1926 lieferte das Hamburger Werk der Siemens-Schuckertwerke vier Straßenbahnen, 1929 kamen zwei Wagen von der Sanoker Fabrik Zieleniewski und 1935 zwei von der Danziger Wagonfabrik. Trotzdem stammte noch 1935 mehr als die Hälfte der Wagen aus deutscher Zeit (11 von 19).

### Nach dem Zweiten Weltkrieg bis 1990
Am Ende des Zweiten Weltkriegs musste der Straßenbahnverkehr wegen der Schäden am Streckennetz für sechs Monate unterbrochen werden und konnte nach dem 1. Mai 1945 wieder aufgenommen werden. Den Krieg überstanden 16 von 19 Triebwagen und 14 Beiwagen. Zunächst wurde der Fahrzeugpark durch den Ankauf von gebrauchten Wagen aus anderen Städten aufgestockt. Der älteste Wagen stammte aus dem Jahr 1901, ein Teil von 1916. Ab 1958 wurden auch Neuwagen des Herstellers Konstal aus Chorzów beschafft, aber auch weiterhin wurden viele Konstal-Wagen von Städten übernommen, in denen der Straßenbahnverkehr eingestellt wurde. Die gebrauchten und neuen Konstal-Wagen bildeten die Basis der Toruńer Straßenbahn in den 1970er und 1980er Jahren. Im Jahr 1970 wurde der Straßenbahnverkehr aus der Altstadt herausgenommen und über den neu gebauten so genannten „kleinen Altstadtring“ (małą obwodnicę staromiejską) entlang der Straßen Wały generała Władiysława Sikorskiego und Leona Szumana geführt. Für eine gewisse Zeit existierte die Linie 6, die vom Hauptbahnhof zum großen Industriebetrieb Elana im Osten der Stadt verkehrte.

### 1990 bis 2011
Im Laufe der Jahrzehnte gab es zahlreiche Änderungen im Liniennetz der Toruńer Straßenbahn. Einige Linien wurden eingestellt, andere änderten ihre Fahrtstrecke. Als letzte wurde die Linie 5 stillgelegt, die bis zum 30. Dezember 2004 Elan mit der Schleife an der Ulica Olimpijskiej verband. Derzeit verkehren auf dem Netz der Toruńer Straßenbahn fünf Tageslinien (eine vorübergehend außer Betrieb) und eine Nachtlinie (vorübergehend außer Betrieb).
Weitere Änderungen im Betrieb traten am 1. Januar 2011 in Kraft. Seitdem endeten alle Kurse der Linie 1 an der Ulica Reja (dadurch entfiel die Variante 1R). Die Schleife Motoarena wurde seitdem von der Linie 4 angefahren. Darüber hinaus wurde der Takt verdichtet: Linie 1 fuhr in der Hauptverkehrszeit alle 7,5 Minuten, sonst alle 10 Minuten; Linie 2 in der HVZ alle 15 Minuten, sonst alle 20 Minuten; Linie 3 verlor ihren Status als reine HVZ-Linie und verkehrte nun zwischen 5 und 16 Uhr, in der HVZ alle 20, sonst alle 40 Minuten. Die Linie 4 verkehrte im gleichen Takt wie die Linie 2. Es gab auch Änderungen an den Haltestellen. Die Haltestelle Waryńskiego wurde aufgehoben, drei Haltestellen wurden umbenannt: aus Merinotex Schleife wurde Motoarena, Merinotex Zakład wurde in Szosa Bydgoska umbenannt und Stadion hieß nun Plac Skalskiego.
Zu weiteren Änderungen im Streckennetz kam es durch den Bau einer neuen Straßenbrücke auf den östlichen Strecken. Am 31. März 2011 verkehrte um 22:58 Uhr die letzte Straßenbahn auf der Ulica Wschodnia. Wegen der Sperrung der Strecke von der Ulica Wschodnia zum Plac Daszyńskiego – Rydygiera verkehrt die Linie 4 nur bis zur Schleife Wschodnia. Im Zusammenhang mit dem Umbau der Strecke nach Elana verkehrten vom 10. Mai bis zum 30. September 2011 auch die Linien 2 und 3 nicht.
Am 14. Dezember 2011 wurde eine neue Linie 5 eingerichtet (werktags alle 30 Minuten), die zwischen den Endschleifen Olimpijska und Motoarena über die Ulica Broniewskiego verkehrt. De facto ist es eine Rückkehr zum Zustand vor dem 1. Januar 2011, als die Linie 1 zur Schleife Merinotex verkehrte (jetzige Linie 5) und die verkürzten Kurse 1R an der Ulica Reja endeten (jetzige Linie 1).

### Investitionsprogramm von 2007 bis 2013
Die Stadt Toruń investierte im Rahmen der EU-finanzierten ZPORR-Projekte im Zeitraum 2007 bis 2013 zehn Millionen Euro in die Modernisierung und Erweiterung des Straßenbahnsystems. Das Projekt sah folgende Maßnahmen vor:
- Installation eines Verkehrsleitsystems
- Umbau und Erweiterung der Ampelanlagen mit Vorrangschaltung für den Straßenbahnverkehr
- Umbau des Streckennetzes für den Einsatz von Niederflurwagen
- Planung und Installation eines Fahrgastinformationssystems
- Bau einer neuen Straßenbahnstrecke in das Wohngebiet Bielany (zur Universität UMK)
- Anbindung der Straßenbahnstrecke nach Bielany (zur UMK) mit der Strecke nach Rubinkowo
- Modernisierung der Schleife Olimpijska zum Anschluss der Neubaustrecke nach Bielany
- kurze Neubaustrecke durch die Ulica Aleja Solidarności und Schaffung eines Verkehrsknotenpunktes an dieser Straße.

Die größte Investition war der Bau der neuen Straßenbahnstrecke zum Campus der Nikolaus-Kopernikus-Universität im Stadtteil Bielany. Im Auftrag der Stadtverwaltung führte das Unternehmen WYG International eine Analyse der Trassenvarianten für diese Strecke durch. Am Ende wurde beschlossen, dass die neue Strecke von der Ulica Broniewskiego in die Ulica Sienkiewicza abzweigen soll, dann seitlich der Ulica Gagarina bis zur Kreuzung mit der Ulica Krzemieniecką verlaufen soll, um dann in einer Schleife bei der Szosa Okrężnej zu enden. Die neue Strecke ist knapp zwei Kilometer lang. Drei Viertel der Strecke verlaufen auf einem eigenen Gleiskörper mit Rasengleis. Die Strecke umfasst sechs neue Haltestellen: Fałata, Od Nowa, Akademiki, Aula UMK, Okrężna und Uniwersytet.
Im September 2010 wurden Planung und Bau der Strecke ausgeschrieben. Das günstigste Angebot im Umfang von 47 Millionen Złoty wurde vom Unternehmen Budimex aus Warschau abgegeben. Eröffnet wurde die Strecke am 24. Juni 2014. Am gleichen Tag ging auch die kurze Neubaustrecke durch die Aleja Solidarności in Betrieb.

### Weitere Entwicklung
Im Oktober 2015 folgte die Vollendung einer neugestalteten Umsteigeanlage am Dworzec Miasto. Eine weitere, nur 330 m lange Neubaustrecke ging 2021 zwischen den Haltestellen Osiedle Młodych und Plac Rapackiego im Stadtzentrum in Betrieb, dient jedoch nicht dem regulären Linienverkehr.
Anfang September 2023 wurde 5,7 km lange Strecke in den Norden zur Neubausiedlung Osiedle Jar eröffnet. Sie verläuft von Aleja Solidarności über die Straßen Szosa Chełmińska – Długa – Legionów – Polna – Ugory – Łukasza Watzenrodego zur Endhaltestelle Heweljusza. Mit der Eröffnung der Strecke wurde das Liniennetz neu gestaltet, seitdem bedienen die Linie 3 und die neue Linie 6 diese Strecke. Die Streckenlänge wuchs damit auf 28 km.

## Linien
Stand 1. September 2023, Eröffnung der neuen Nordstrecke von Aleja Solidarności zur Siedlung „Osiedle Jar“ (Endhaltestelle Heweljusza):
| TAGESLINIEN | TAGESLINIEN | TAGESLINIEN | TAGESLINIEN | TAGESLINIEN | TAGESLINIEN | TAGESLINIEN |
| 1 | 2 | 3 | 4 | 5 | 6 | 7 |
| --- | --- | --- | --- | --- | --- | --- |
| - Uniwersytet - Okrężna - Aula UMK - Akademiki - Od Nowa - Fałata - Sztuki Piękne - Kraszewskiego - Osiedle Młodych - Odrodzenia - Aleja Solidaronści - ↑ Wały gen. Sikorskiego - Plac św. Katarzyny - Stadtbahnhof (Dworzec Miasto) - Gołębia - Targowa - Plac Daszyńskiego - Rydygiera - Przy Skarpie - Jamontta - ↑ Prejsa - Ślaskiego - Wyszyńskiego - Ligi Polskiej - Kosynierów Kościuszkowskich - Olimpijska | - Motoarena - Szosa Bydgoska - Plac Skalskiego - Osiedle Zieleniec - Reja - Sztuki Piękne - Kraszewskiego - Osiedle Młodych - Odrodzenia - Busbahnhof (Dworzec Autobusowy) - Przy Kaszowniku - Warneńczyka - Świętopełka - Szpital Miejski - Ostbahnhof (Dworzec Wschodni) - Wschodnia - Tofama - Przychodnia - Elana A - Elana B (Schleife) | - Heweljusza - Strobanda - Grasera - Hubego - Freytaga - Wiśniowieckiego - Elektryczna - Koniuchy - Długa - Żwirki i Wigury - Wybickiego - Bema - Targowisko - Aleja Solidaronści - ↑ Wały gen. Sikorskiego - Plac Rapackiego - Ogród Zoobotaniczny - Konopnickiej - ↓ Mickiewicza - ↓ Zajezdnia Tramwajowa - ↑ Park Miejski - ↑ Przybyszewskiego - Reja - Osiedle Zieleniec - Plac Skalskiego - Szosa Bydgoska - Motoarena | - Uniwersytet - Okrężna - Aula UMK - Akademiki - Od Nowa - Fałata - Sztuki Piękne - Kraszewskiego - Osiedle Młodych - Odrodzenia - Busbahnhof (Dworzec Autobusowy) - Przy Kaszowniku - Warneńczyka - Świętopełka - Szpital Miejski - Ostbahnhof (Dworzec Wschodni) - Wschodnia - Tofama - Przychodnia - Elana A - Elana B (Schleife) | - Motoarena - Szosa Bydgoska - Plac Skalskiego - Osiedle Zieleniec - Reja - ↓ Przybyszewskiego - ↓ Park Miejski - ↑ Mickiewicza - Konopnickiej - Ogród Zoobotaniczny - Plac Rapackiego - Wały gen. Sikorskiego - Plac św. Katarzyny - Stadtbahnhof (Dworzec Miasto) - Gołębia - Targowa - Plac Daszyńskiego - Rydygiera - Przy Skarpie - Jamontta - ↑ Prejsa - Ślaskiego - Wyszyńskiego - Ligi Polskiej - Kosynierów Kościuszkowskich - Olimpijska | - Heweljusza - Strobanda - Grasera - Hubego - Freytaga - Wiśniowieckiego - Elektryczna - Koniuchy - Długa - Żwirki i Wigury - Wybickiego - Bema - Targowisko - Aleja Solidaronści - ↑ Wały gen. Sikorskiego - Plac św. Katarzyny - Stadtbahnhof (Dworzec Miasto) - Gołębia - Targowa - Plac Daszyńskiego - Rydygiera - Przy Skarpie - Jamontta - ↑ Prejsa - Ślaskiego - Wyszyńskiego - Ligi Polskiej - Kosynierów Kościuszkowskich - Olimpijska | - Uniwersytet - Okrężna - Aula UMK - Akademiki - Od Nowa - Fałata - ↓ Reja - ↓ Przybyszewskiego - ↓ Park Miejski - ↑ Zajezdnia Tramwajowa - ↑ Mickiewicza - Konopnickiej - Ogród Zoobotaniczny - Plac Rapackiego - ↓ Wały gen. Sikorskiego - Aleja Solidaronści - Busbahnhof (Dworzec Autobusowy) - Przy Kaszowniku - Warneńczyka - Świętopełka - Szpital Miejski - Ostbahnhof (Dworzec Wschodni) - Wschodnia - Wschodnia (Schleife) |

## Fahrzeuge

### Linienfahrzeuge

#### Konstal 805Na

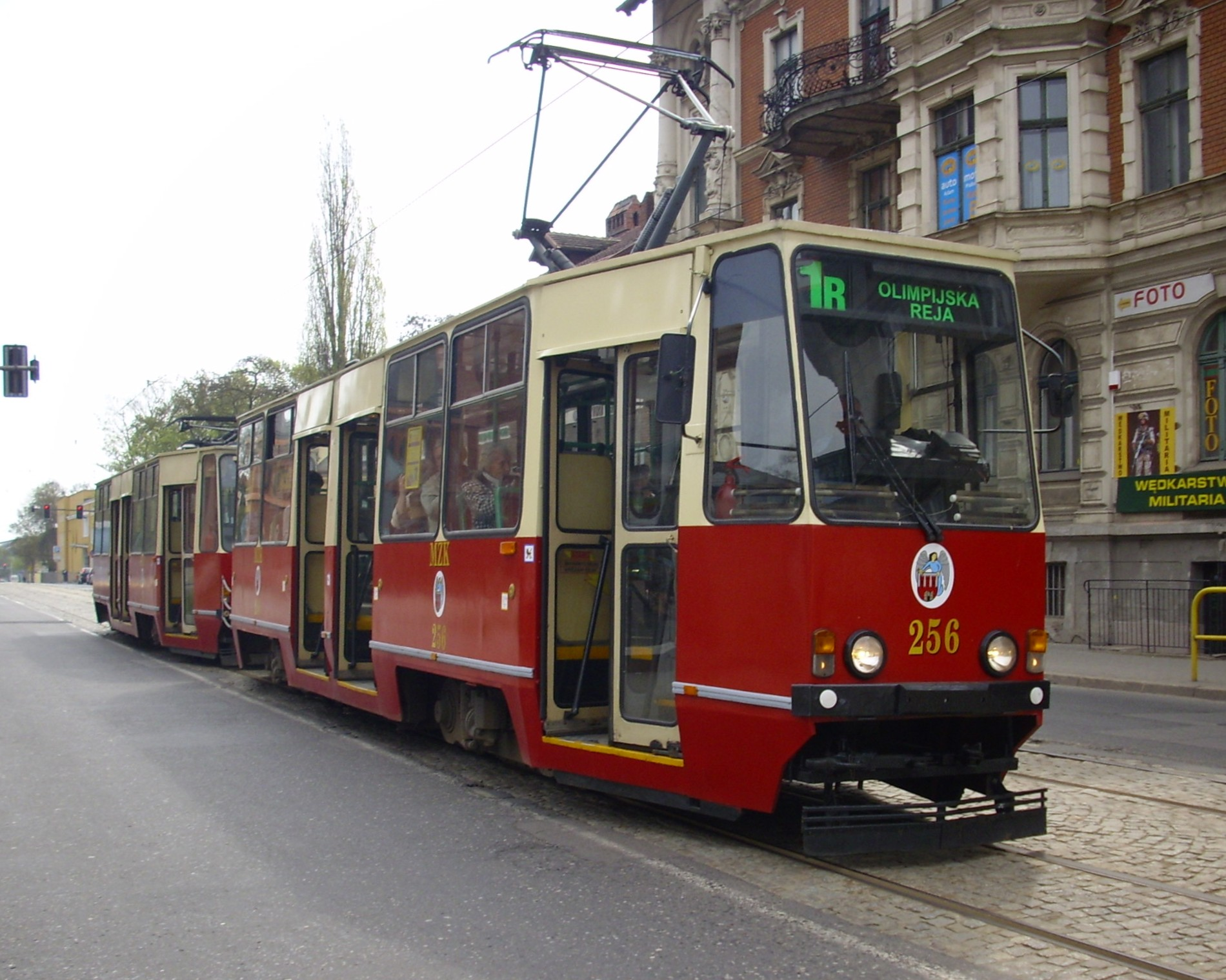
Konstal 805Na in der alten Lackierung

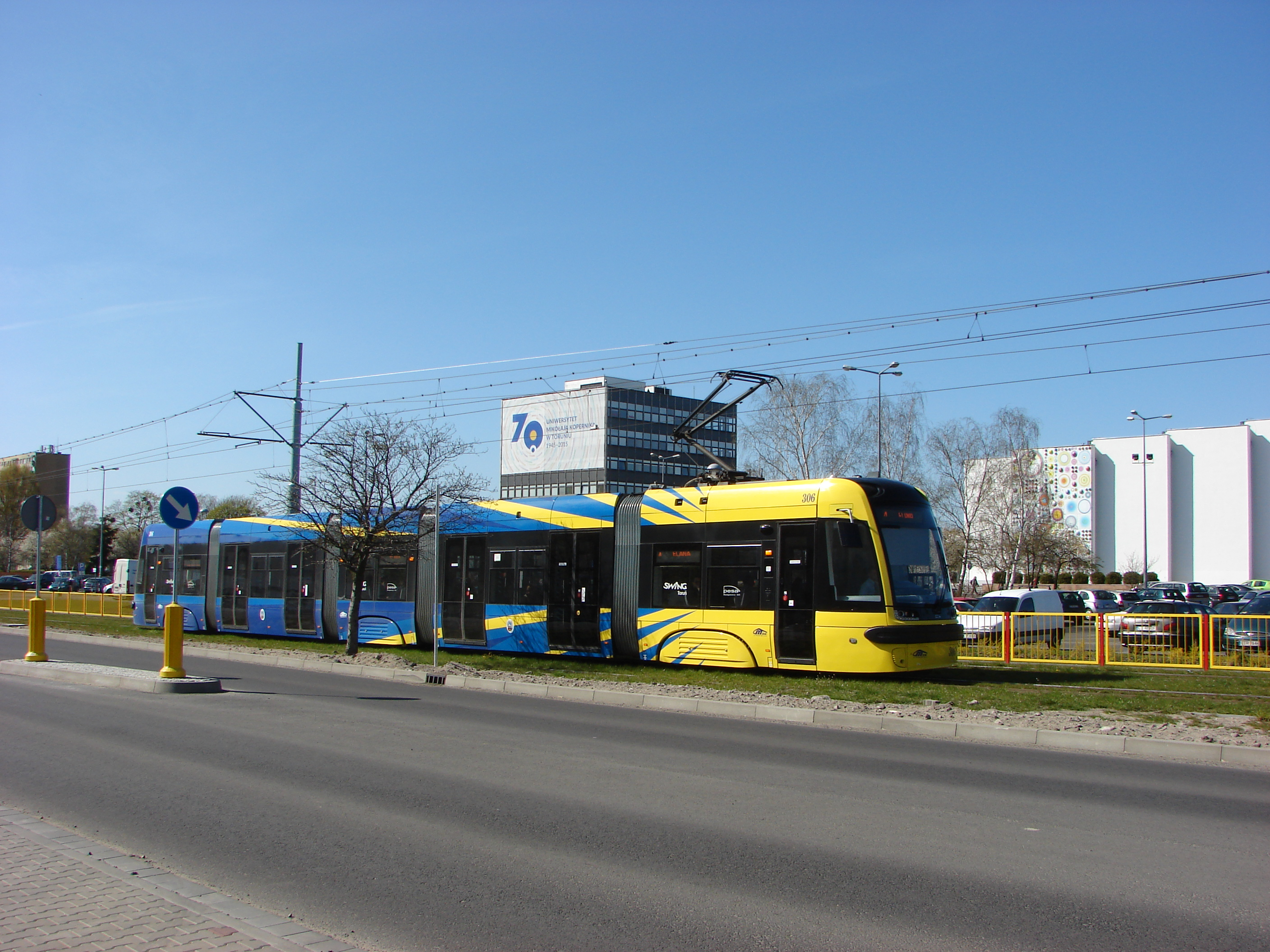
Pesa Swing 122NbT

Im Wagenpark sind (Stand September 2024) noch insgesamt 41 Triebwagen des Typs 805Na vertreten. Die meisten wurden in den 1990er Jahren modernisiert. Dabei wurde die Elektroausrüstung erneuert, die Innenausstattung ausgetauscht und die für Toruń typische dritte Sitzreihe eingebaut. 18 Wagen wurden zwischen 2007 und 2012 erneut modernisiert und werden nun als 805NaND bezeichnet.
| Jahr         | Beschreibung                                                                                                | Andere Städte                     |
| ------------ | --- | --------------------------------- |
| 1990er Jahre | Erneuerung von Innenraum, Fahrerpult, Austausch der Elektroausrüstung und Zielanzeiger                      | keine                             |
| 2007–2012    | Erneuerung des Designs und Renovierung der Innenausstattung, Installation eines Fahrgastinformationssystems | Wie in Łódź, Kattowitz und Danzig |

#### Pesa Swing
Seit 2014 wurden außerdem (Stand September 2024) 22 neue Niederflurwagen des Typs Pesa Swing in vier Varianten beschafft: 6 dreiteilige Einrichtungswagen 121NbT, 6 fünfteilige Einrichtungswagen 122NbT, 5 fünfteilige Zweirichtungswagen 122NbTDuo sowie 5 fünfteilige Einrichtungswagen 122NaT.

### Fahrzeuggeschichte
Vor dem Zweiten Weltkrieg waren die Wagen gelb lackiert. Die Liniennummer wurde in einem Kreis auf dem Dach angezeigt. Vorderer und hinterer Eingang waren mit einer Kette verschlossen, an der der Schaffner Fahrkarten verkaufte. Nach dem Krieg wurde das Farbschema geändert: unterhalb der Fensterunterkante rot, darüber hell cremefarben. Am 11. Februar 1968 wurden die Schaffner abgeschafft und Fahrkartenautomaten mit dem Spitznamen Krab (deutsch: Krabbe) installiert. In den 1970er Jahren gingen die ersten Gelenktriebwagen des Typs 803N in Betrieb und erstmals der Wagen 805N. Dieser Typ befindet sich seit 1979 im Linieneinsatz in Toruń und war bis 2014 der einzige eingesetzte Wagentyp. Mit der Modernisierung zu 805NaND wurde wiederum ein neues Farbschema in blau und gelb eingeführt, diese Farben finden sich auch an den seit 2014 beschafften Niederflurwagen. Im August 2024 wurde ein Auftrag über zunächst vier und optional bis zu 16 weitere Niederflurwagen an PESA vergeben.

### Arbeitswagen
- ein Schneepflug basierend auf einem Konstal 5N
- ein Schienenschleifwagen auf Basis eines Konstal 2N

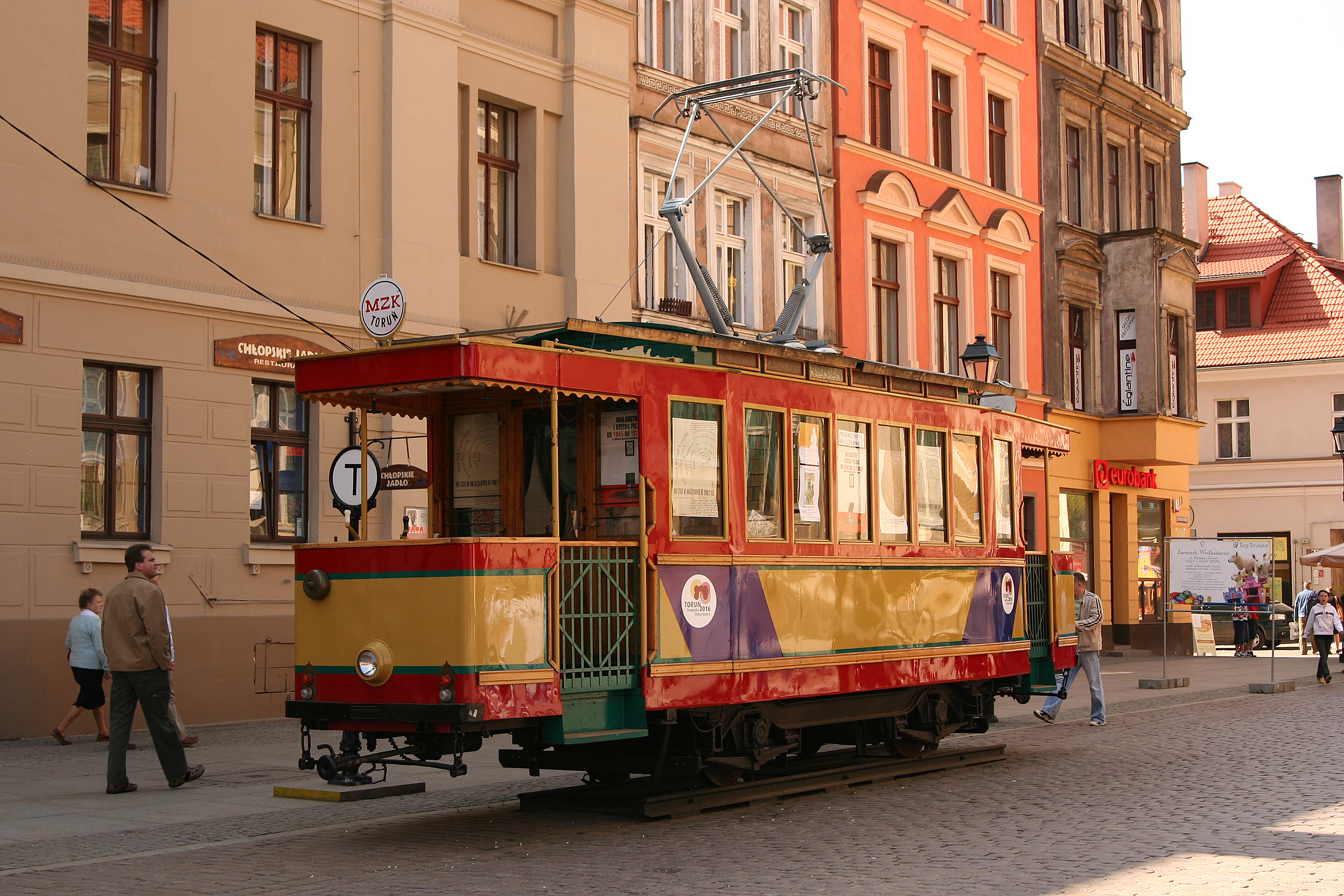
Auf dem Altstädter Markt ausgestellter historischer Wagen (2009)

### Historische Fahrzeuge
Trotz der langen Geschichte der Straßenbahn in Toruń sind keine richtigen historischen Fahrzeuge erhalten. Als Ersatz wurde im Jahr 1993 ein Konstal 5N in der Werkstatt der Toruńer Straßenbahn zu einer touristischen Bahn umgebaut. Sie besitzt offene Plattformen. Sie kann im Linienverkehr in Toruń eingesetzt werden. Manchmal verkehrt der historische Wagen im Sommer auf einer Saisonlinie (mit besonderem Fahrpreis). Im Sommer 2007 wurde er auf dem Theaterplatz aufgestellt und beherbergte ein Café. Im September 2007 wurde er auf dem Altstädter Markt aufgestellt, um die Bewerbung Toruńs um den Titel Kulturhauptstadt Europas 2016 zu unterstützen. 2011 kehrte er jedoch endgültig in das Depot zurück.

## Depots
- seit Beginn des Straßenbahnbetriebs befindet sich das Depot an der Ulica Sienkiewicza 24/26 (in der Bromberger Vorstadt / Bydgoskie Przedmieście)
- seit langer Zeit ist der Bau eines zentralen Depots im Stadtteil Bielawy geplant